# Isidore Bertrand
Isidore Bertrand (Eygalayes, 14 de febrero de 1829-Montpellier, 3 de abril de 1914) fue un sacerdote y ensayista católico francés conocido por sus opiniones antimasónicas.